# 9041 Такане
9041 Такане (9041 Takane) — астероїд головного поясу, відкритий 9 лютого 1991 року.
Тіссеранів параметр щодо Юпітера — 3,658.
Названо на честь Такане (яп. たかね(高根) такане).